# 바나나 향기
바나나 향기(Scent Of Banana)는 한국에서 제작된 김해원 감독의 2009년 영화이다. 이경호 등이 주연으로 출연하였고 한승희 등이 제작에 참여하였다.

## 출연

### 주연
- 이경호
- 엄윤재
- 나병일

## 제작진
- 조명: 강상협
- 조감독: 이원근
- 동시녹음: 전영현
- 미술: 이은하